# Esenbeckia alata
Esenbeckia alata е вид растение от семейство Седефчеви (Rutaceae). Видът е застрашен от изчезване.

## Разпространение
Разпространен е в Колумбия.